# فنوباربیتال
فنوباربیتال (به انگلیسی: Phenobarbital) دارویی از نوع باربیتورات‌ها است. و تنها باربیتوراتی است که به طور قانونی در ایران تولید می شود. این دارو توسط سازمان جهانی بهداشت (WHO) برای درمان انواع خاصی از صرع در کشورهای در حال توسعه توصیه می‌شود. در کشورهای پیشرفته، این دارو معمولاً برای درمان صرع و تشنج در کودکان خردسال استفاده می‌شود، در حالی که سایر داروها معمولاً در کودکان بزرگتر و بزرگسالان استفاده می‌شوند. ممکن است به‌صورت تزریق وریدی استفاده شود، به عضله تزریق شود یا از طریق دهان مصرف شود. از فرم تزریقی ممکن است برای درمان بحران صرعی استفاده شود. از فنوباربیتال، گاهی برای درمان مشکلات خواب، اضطراب و تسکین علائم ترک مواد مخدر یا در جراحی استفاده می‌شود. معمولاً در صورت استفاده از داخل وریدی در عرض ۵ دقیقه و در صورت مصرف خوراکی، در عرض نیم ساعت شروع به اثر می‌کند. اثرات آن بین چهار ساعت تا دو روز ادامه دارد.
عوارض جانبی فنوباربیتال، شامل کاهش سطح هوشیاری همراه با کاهش تلاش برای تنفس است. نگرانی در مورد سوءمصرف و ایجاد علائم پس از ترک مصرف آن، پس از استفادهٔ طولانی‌مدت فنوباربیتال وجود دارد. مصرف این دارو همچنین ممکن است ریسک اقدام به خودکشی را افزایش دهد. در ایالات متحده در دسته بارداری B یا D (بسته به نحوهٔ مصرف آن) و در استرالیا در دستهٔ D است، به این معنی که مصرف آن توسط زنان باردار ممکن است باعث آسیب شود. فنوباربیتال اگر در دوران شیردهی استفاده شود ممکن است باعث خواب‌آلودگی کودک شود. دوز کمتر در افراد با عملکرد ضعیف کبد یا کلیه و همچنین در افراد مسن توصیه می‌شود. فنوباربیتال مانند سایر باربیتورات‌ها با افزایش فعالیت ناقل عصبی بازدارندهٔ گاما آمینوبوتیریک اسید عمل می‌کند.
فنوباربیتال در سال ۱۹۱۲ کشف شد و قدیمی‌ترین داروی ضد تشنج است که هنوز رایج است. این دارو در فهرست داروهای ضروری سازمان جهانی بهداشت قرار دارد.

## موارد مصرف
فنوباربیتال در درمان انواع مختلف صرع به‌ویژه در کودکان و نوزادان استفاده می‌شود. فنوباربیتال اولین انتخاب برای درمان تشنج نوزادان است. فنوباربیتال در درمان بی‌خوابی و اضطراب نیز مصرف می‌شود. از فنوباربیتال در درمان انواع تشنج‌ها به‌جز تشنج غایب، استفاده می‌شود. تأثیر فنوباربیتال در کنترل تشنج، کمتر از فنی‌توئین نیست اما فنوباربیتال به‌خوبی تحمل نمی‌شود. فنوباربیتال ممکن است یک مزیت بالینی نسبت به کاربامازپین برای درمان تشنج‌های جزئی داشته باشد. از فنوباربیتال گاهی به‌علت خاصیت آرام‌بخشی و ضدتشنجی آن، برای سم‌زدایی الکل و سم‌زدایی بنزودیازپین استفاده می‌شود. بنزودیازپین‌ها، کلردیازپوکساید و اگزازپام تا حد زیادی جایگزین فنوباربیتال برای سم‌زدایی شده‌اند. فنوباربیتال می‌تواند به‌طور مؤثری لرزش و تشنج مرتبط با ترک ناگهانی بنزودیازپین‌ها را کاهش دهد. از فنوباربیتال به‌عنوان یک درمان ثانویه برای درمان نوزادان مبتلا به سندرم ترک مواد استفاده می‌شود، وضعیتی که در آن علائم ترک در اثر قرار گرفتن جنین در معرض مواد مخدر در رحم مادر پس از تولد نوزاد ایجاد می‌شود.

## مکانیسم اثر
این دارو با اثر بر نورون‌ها تحریک‌پذیری آن‌ها را کاهش می‌دهد. باربیتورات‌ها با اتصال به گیرندهٔ گابا A و افزایش فعالیت گیرنده‌ها همانند بنزودیازپینها موجب تسهیل ورود یون کلرید می‌شوند. باربیتورات‌ها بر گیرنده AMPA نیز اثرات مهاری دارند.
فنوباربیتال یک القاکنندهٔ آنزیم کبدی سیتوکروم پی۴۵۰ است و به گیرنده‌های فاکتورهای رونویسی متصل می‌شود و رونویسی ژن سیتوکروم پی۴۵۰ را فعال می‌کند و در نتیجه، مقدار و فعالیت آن را افزایش می‌دهد.

## عوارض جانبی
اثرات آرام‌بخش و ایجاد وضعیت هیپنوتیزم عوارض جانبی اصلی فنوباربیتال هستند. اثرات بر دستگاه عصبی مرکزی مانند سرگیجه، نیستاگموس و آتاکسی نیز شایع است. در بیماران مسن، ممکن است باعث هیجان و سردرگمی شود و در کودکان، ممکن است منجر به بیش‌فعالی متناقض شود. این دارو برای کودکان باید با احتیاط، تجویز و استفاده شود. در میان داروهای ضدتشنج، اختلالات رفتاری بیشتر با کلونازپام و فنوباربیتال رخ می‌دهد.

## بیش‌مصرفی
فنوباربیتال باعث سرکوب برخی دستگاه‌های بدن، عمدتاً دستگاه عصبی مرکزی و دستگاه عصبی پیرامونی می‌شود؛ بنابراین، مشخصهٔ اصلی مصرف بیش از حد فنوباربیتال، «آهسته شدن» عملکردهای بدن، از جمله کاهش هشیاری (حتی کما)، برادی‌کاردی، کنددمی، سرمازدگی و افت فشار خون (در مصرف بیش از حد زیاد) است. مصرف بیش از حد ممکن است منجر به ادم ریوی و نارسایی حاد کلیه و در نتیجه، شوک شود و منجر به مرگ شود.
نوار مغزی یک فرد مبتلا به مصرف بیش از حد فنوباربیتال ممکن است کاهش قابل توجهی در فعالیت الکتریکی تا حدی مشابه مرگ مغزی نشان دهد. این به‌دلیل سرکوب شدید دستگاه عصبی مرکزی است و معمولاً برگشت‌پذیر است.

## موارد منع مصرف
پورفیری متناوب حاد، حساسیت مفرط به هر باربیتورات، وابستگی قبلی به باربیتورات‌ها، نارسایی شدید تنفسی (مانند بیماری مزمن انسدادی ریه)، نارسایی شدید کبدی، بارداری و شیردهی، موارد منع مصرف فنوباربیتال هستند.

## تداخلات دارویی
فنوباربیتال به علت اثر بر آنزیم های کبدی میتواند باعث افزایش دفع و متابولیسم بسیاری از داروها شود و اثر آنها را کاهش دهد. مهمترین داروهایی که اثر آن ها با فنوباربیتال افزایش میابد شامل موارد زیر است:
- داروهای ضد بارداری
- داروهای ضد انعقاد خوراکی( نظیر وارفارین)
- ضد افسردگی های سه حلقوی نظیر ایمی پرامین، آمی تریپتیلین، نورتریپتیلین و ...
- سیکلوسپورین
- کلرامفنیکل
- گلوکوکورتیکوئید
- کینیدین

اثر داروهای بالا با مصرف فنوباربیتال کاهش میابد. همچنین فنوباربیتال میتواند باعث افزایش سطح خونی و افزایش سمیت داروهای زیر شود:
- مخدر ها
- آنتی هیستامین ها
- داروهای خواب‌آور
- استامینوفن
- سیکلوفسفامید

از آنجایی که فنوباربیتال میتواند باعث کاهش اثر داروهای ضد بارداری شود، لذا توصیه میشود طی درمان با این دارو اثر سایر روش های پیشگیری از بارداری استفاده شود.

## تاریخچه
نخستین باربیتورات، باربیتال، در سال ۱۹۰۲ توسط شیمی‌دان آلمانی امیل فیشر و جوزف فون مرینگ تولید شد و نخستین بار توسط شرکت فرایدر با نام وِرونال (Veronal) به بازار عرضه شد. تا سال ۱۹۰۴، چندین داروی مرتبط، از جمله فنوباربیتال، توسط فیشر ساخته شد. فنوباربیتال در سال ۱۹۱۲ توسط شرکت دارویی بایر با نام تجاری لومینال به بازار عرضه شد. این دارو تا زمان معرفی بنزودیازپین‌ها در دههٔ ۱۹۶۰ تنها به‌عنوان یک آرام‌بخش و خواب‌آور معمولی باقی ماند.
این ویژگی‌های فنوباربیتال در سال ۱۹۱۲ به‌خوبی شناخته شده بود، اما هنوز به‌عنوان یک ضد تشنج مؤثر شناخته نشده بود. دکتری جوان به‌نام آلفرد هاپتمن آن را به‌عنوان یک مسکن به بیماران صرعی خود داد و متوجه شد که تشنج آن‌ها با این دارو بهبود نشان می‌دهد. هاوپتمن مطالعهٔ دقیقی روی بیماران خود در مدت طولانی انجام داد. اکثر این بیماران از تنها داروی مؤثر موجود در آن زمان یعنی بروماید استفاده می‌کردند که عوارض جانبی وحشتناک و اثربخشی محدودی داشت. پس از مصرف فنوباربیتال، صرع آن‌ها بسیار بهبود یافته بود. بدترین بیماران او، تشنج‌های کمتر و سبک‌تری داشتند و برخی بیماران، بدون تشنج شدند. علاوه بر این، با حذف برومایدها از داروهای آن‌ها، از نظر جسمی و روانی بهبود یافتند. بیمارانی که به‌دلیل شدت صرع، بستری شده بودند، مرخص شده و در برخی موارد توانستند به‌کار خود ادامه دهند. این دارو به‌سرعت به‌عنوان نخستین داروی ضد تشنج به‌طور گسترده مورد استفاده قرار گرفت، اگرچه جنگ جهانی اول معرفی آن را در ایالات متحده به تأخیر انداخت.
در سال ۱۹۳۹، یک خانوادهٔ آلمانی از آدولف هیتلر خواستند تا پسر معلولشان را بکشد. پس از این‌که هیتلر پزشک خود را برای معاینه فرستاد، به این پسر پنج‌ماهه، دوز کشندهٔ لومینال داده شد. چند روز بعد، ۱۵ روانپزشک به صدارتخانهٔ هیتلر احضار شدند و به آن‌ها دستور داده شد تا یک برنامهٔ مخفیانه اتانازی غیرارادی را آغاز کنند.
در سال ۱۹۴۰، در کلینیکی در آنسباخ آلمان، به حدود ۵۰ کودک ناتوان ذهنی، لومینال تزریق شد و به این ترتیب، کشته شدند. در سال ۱۹۸۸ لوحی برای یادبود آن‌ها در بیمارستان محلی فویختوانگر نصب شد. . لومینال حداقل تا سال ۱۹۴۳ در برنامهٔ اتانازی کودکان در آلمان نازی استفاده می‌شد.